# MOVE ON! BEST OF MASAHARU
『MOVE ON! BEST OF MASAHARU』（ムーブ・オン!ベスト・オブ・マサハル）は、鶴久政治初のベスト・アルバム。1997年3月21日にポニーキャニオンよりリリース。

## 解説
ポニーキャニオンからリリースされた鶴久政治（MASAHARU）とMASARINAの全シングルA面13曲と、新曲2曲（M-1.M-2）を収録。

## 収録曲
全曲　作曲：鶴久政治（特記以外）
1. 遠い声
  - 作詞 ：下田逸郎
2. 窓のスキマ
  - 作詞 ：川村真澄
3. 貴方次第
  - 作詞 ：川村真澄
4. 暴れる女神
  - 作詞 ：売野雅勇
5. Angel Eyes
  - 作詞 ：麻生圭子
6. Girl
  - 作詞 ：川村真澄
7. サドルシューズの砂
  - 作詞 ：川村真澄
8. 明日に向かって走れ
  - 作詞 ：川村真澄
9. 君に逢いたかった
  - 作詞 ：秋元康
10. いい人でいられない MASARINA
  - 作詞 ：秋元康／作曲：後藤次利
11. 世界で1番近くにいて MASARINA
  - 作詞 ：秋元康／作曲：後藤次利
12. あの夏の笑顔に
  - 作詞 ：秋谷銀四郎
13. Bye Bye Bye
  - 作詞 ：秋谷銀四郎
14. きみがいるから
  - 作詞 ：夏野芹子
15. ないないBaby
  - 作詞 ：たきのえいじ／作曲：WARK